# Розсікаючий остеохондрит
Розсікаючий остеохондрит (хвороба Кеніга) — відділення невеликої ділянки хряща від прилеглої кістки зі зміщенням його в порожнину суглоба. Вперше описано німецьким хірургом Францом Кенігом в 1888 р. Дане захворювання характеризується обмеженим субхондральним некрозом суглобової поверхні кістки. Цей процес найчастіше з'являється на стегновій кістці колінного суглоба, але іноді зачіпає й інші суглоби такі як, гомілковостопний і тазостегновий.

## Етіологія
Причина виникнення захворювання до кінця не зрозуміла. Зазвичай захворювання виникає у чоловіків у віці від 15 до 35 років. Вважається, що виникнення даного захворювання зумовлено генетичними причинами, але пусковим механізмом є травма, в результаті якої закупорюються судини, що живлять ділянку кістки, яка згодом відмирає.

## Клінічні прояви
На початковій стадії захворювання можуть виникати відчуття дискомфорту в суглобі і незначний біль. На рентгенологічних знімках ніяких змін, як правило, немає. Основні ознаки захворювання можна визначити на МРТ — значний внутрішньокістковий «набряк» ураженої ділянки кістки. Згодом виникає відповідна реакція суглоба у вигляді синовіту (набряк суглоба) і посилення больових відчуттів.
Далі відмерла ділянка виростків «відвалюється» від стегнової кістки з утворенням хондромного тіла (суглобової миші). Часто внутрішньосуглобове тіло блокує суглоб, потрапляючи між суглобових поверхонь, тим самим додатково пошкоджуючи їх.

## Лікування
Варіанти лікування включають модифіковану фізичну активність з або без ваги; іммобілізацію; кріотерапію. Основними цілями лікування є:
- Підвищення цілющого потенціалу субхондральної кістки;
- Усунути нестабільні фрагменти, зберігаючи при цьому конгруентність з'єднання; і
- Замінити пошкоджену кістку і хрящ імплантованими тканинами або клітинами, які можуть вирости у хрящі.